# Solipskier
Solipskier est un jeu vidéo de sport développé et édité par Mikengreg, sorti en 2010 sur iOS et Android.

## Système de jeu

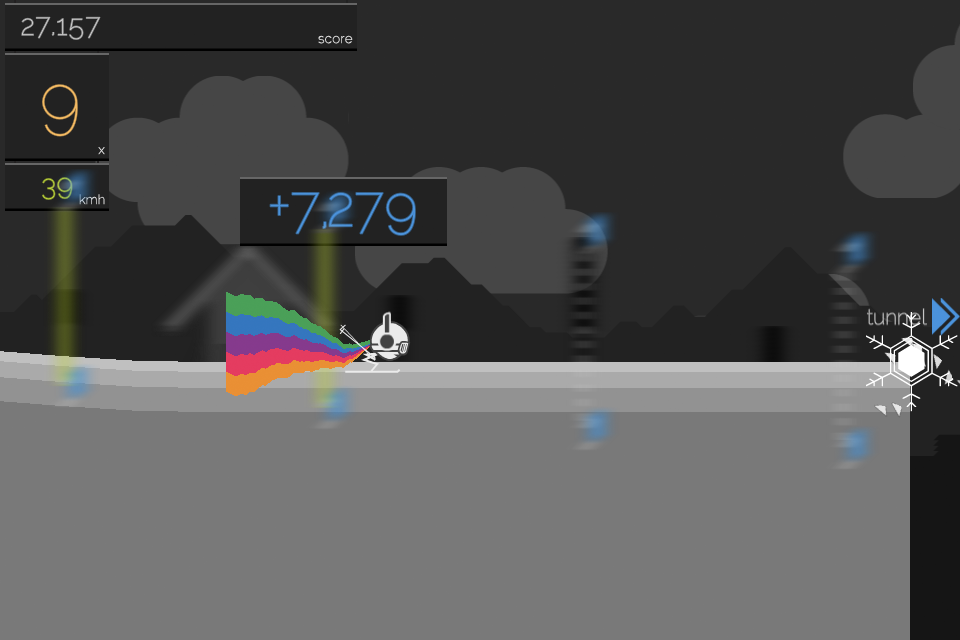
Image de gameplay

## Accueil
- Eurogamer : 8/10[1]
- IGN : 7,5/10[2]